# Prošćenje
Prošćenje este un sat din comuna Mojkovac, Muntenegru. Conform datelor de la recensământul din 2003, localitatea are 755 de locuitori (la recensământul din 1991 erau 867 de locuitori).

## Demografie
În satul Prošćenje locuiesc 584 de persoane adulte, iar vârsta medie a populației este de 38,7 de ani (36,4 la bărbați și 41,4 la femei). În localitate sunt 206 gospodării, iar numărul mediu de membri în gospodărie este de 3,67.
Populația localității este foarte eterogenă.
|  |

| Demografie | Demografie | Demografie |
| An         | Locuitori  | Locuitori  |
| ---------- | ---------- | ---------- |
|            |            |            |
|            |            |            |
|            |            |            |
|            |            |            |
| 1948       | 1396       |            |
| 1953       | 1514       |            |
| 1961       | 1592       |            |
| 1971       | 1506       |            |
| 1981       | 1100       |            |
| 1991       | 867        | 859        |
| 2003       | 761        | 755        |

| \| Componența etnică conform recensământului din 2003[2] \| Componența etnică conform recensământului din 2003[2] \| Componența etnică conform recensământului din 2003[2] \| Componența etnică conform recensământului din 2003[2] \| Componența etnică conform recensământului din 2003[2] \| \| ----------------------------------------------------- \| ----------------------------------------------------- \| ----------------------------------------------------- \| ----------------------------------------------------- \| ----------------------------------------------------- \| \| \| \| \| \| \| \| Muntenegreni \| Muntenegreni \| \| 406 \| 53,77% \| \| Sârbi \| Sârbi \| \| 315 \| 41,72% \| \| Iugoslavi \| Iugoslavi \| \| 2 \| 0,26% \| \| necunoscută \| necunoscută \| \| 4 \| 0,52% \| |              |  |     |        |
| Componența etnică conform recensământului din 2003 |              |  |     |        |
| |              |  |     |        |
| Muntenegreni | Muntenegreni |  | 406 | 53,77% |
| Sârbi | Sârbi        |  | 315 | 41,72% |
| Iugoslavi | Iugoslavi    |  | 2   | 0,26%  |
| necunoscută | necunoscută  |  | 4   | 0,52%  |